# Ja’el Abekasis
Ja’el Abekasis, Yaël Abecassis (hebr. יעל אבקסיס; ur. 19 lipca 1967 w Aszkelonie) – izraelska aktorka filmowa i telewizyjna, modelka.

## Życiorys
Córka Raymonde’a Abekasisa, mając czternaście lat rozpoczęła pracę jako modelka. W 1999 roku wystąpiła w sztuce Dybuk w reżyserii Amosa Gitaja. Za rolę Elli Azulaj w serialu Shabatot VeHagim (1999–2004) odebrała w 2003 roku izraelską nagrodę Złotego Ekranu. Porzuciła jednak udział w produkcjach telewizyjnych i grała w filmach Amosa Gitaja, które były realizowane we Francji.
Była zamężna z Liorem Millerem (od 12 września 1996 do 2003), z którym ma dziecko. W 2005 roku poślubiła Roniego Dueka.

## Filmografia

### Filmy kinowe
- 1991: Pożegnalny list (Pour Sacha) jako Judith
- 1992: Romantyczne historie (Sipurei Tel-Aviv) jako Sharona
- 1993: Dziedzictwo (Ha-Yerusha)
- 1993: Dziwne w nocy (Zarim Balayla)
- 1999: Kadosz (Kadosh) jako Rivka
- 2001: Bella ciao jako Nella
- 2003: Miss Entebbe jako Elise
- 2003: Opowieści z sąsiedztwa (Alila) jako Gabi
- 2003: Taniec na trzy kroki (Ballo a tre passi) jako Francesca
- 2005: Tatuś (Papa) jako Léa
- 2005: Żyj i stań się (Va, vis, et deviens) jako Yaël Harrari
- 2007: Przeżyć z wilkami (Survivre avec les loups) jako Gerusha
- 2007: Sans moi jako Anna
- 2007: Comme ton père jako Mireille
- 2008: Shiva jako Lili
- 2013: Polując na słonie (Hunting Elephants) jako Dorit

### Filmy TV
- 1997: L'enfant d'Israel
- 2000: Maryja – córka swojego syna (Maria, figlia del suo figlio) jako Maria z Nazaretu
- 2004: Przed jutrzejszym przybyciem (Until Tomorrow Comes) jako córka

### Seriale TV
- 1995: Hakita Hameofefet
- 1997: Passeur d'enfants jako Yael
- 1999–2004: Shabatot VeHagim jako Ella Azulay